# Monte Kinsey
Il Monte Kinsey (in lingua inglese: Mount Kinsey) è una montagna antartica, alta oltre  3.110 m, situata sul bordo orientale del Ghiacciaio Beardmore, 9 km a sudovest del Ranfurly Point, nel Supporters Range, catena montuosa che fa parte dei Monti della Regina Maud, in Antartide.
La denominazione fu assegnata dalla Spedizione Nimrod, svoltasi tra gli anni 1907-09, la prima delle tre spedizioni antartiche guidate dall'esploratore britannico Ernest Shackleton, in onore di Joseph James Kinsey (1852-1936) di Christchurch, l'agente neozelandese della spedizione.